# 2021年南非騷亂
2021年南非騷亂是南非夸祖魯-納塔爾省和豪登省發生的一系列骚乱和抗议活动。骚乱緣起於南非前总统雅各布·祖马被捕和拘留后引發的群眾抗议。2021年7月9日晚上，夸祖鲁-纳塔尔省率先出現雅各布·祖马支持者發起的示威活動。隨後示威活動升級為抢劫和暴力。2021年7月11日晚上，骚乱蔓延到豪登省。